# Raïon Tsentralny (Novossibirsk)
Le raïon Tsentralny (en russe : Центральный район) est un raïon (district) urbain de Novossibirsk, la capitale de l'oblast de Novossibirsk. 
Il compte en 2021 une population de 76 442 habitants. 

## Situation
Il englobe des territoires dans le centre-ville de Novossibirsk. 

## Historique
Il a été formé en 1940.

## Lieux d’intérêt
La théâtre d'opéra et de ballet de Novossibirsk, la Théâtre musical de Novossibirsk, le Globous, le maison Lenine, le musée régional de Novossibirsk, le musée national d'art de Novossibirsk, le maison Sibrevkom, l'immeuble des cent-appartements, le parc central de Novossibirsk sont dans le raïon.